# آنا لوسیا مارتینز
آنا لوسیا مارتینز (انگلیسی: Ana Lucía Martínez؛ زادهٔ ۸ ژانویهٔ ۱۹۹۰) بازیکن فوتبال اهل گواتمالا است.
وی همچنین در تیم ملی فوتبال Guatemala بازی کرده‌است.